# Charles Lévêque

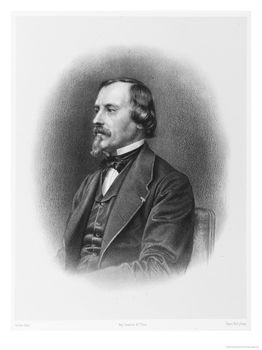
Charles Lévêque

Jean Charles Lévêque (* 7. August 1818 in Bordeaux; † 4. Januar 1900 in Bellevue-sous-Meudon) war ein französischer Philosoph und Autor zahlreicher Werke über Metaphysik und Ästhetik.

## Leben
Nach Studium an der École normale supérieure und der Promotion zum Doktor der Philosophie wurde Charles Lévêque Philosophieprofessor an Gymnasien in Angoulême, Besançon und Toulouse, dann an der Sorbonne und am Collège de France, wo er den Lehrstuhl für griechische und lateinische Philosophie innehatte. An der École française d'Athènes (Französische Schule von Athen) hielt er sich 1847 auf, kurz nach ihrer Gründung. 1865 wurde er zum Mitglied der Académie des sciences morales et politiques gewählt, 1866/67 zum Ehrenmitglied der Griechischen philologischen Gesellschaft in Konstantinopel.

Urkunde zum Offizier der Ehrenlegion
Todesanzeige in Journal des Savants

## Ehrungen
Ein von der Académie des sciences morales et politiques zuerkannter Metaphysik-Preis trägt seinen Namen.

## Werke
- Le Premier moteur et la nature dans le système d'Aristote. Firmin Didot Frère, Paris 1852 (online [abgerufen am 23. Juni 2013]).
- La science du beau: étudiée dans ses principes, dans ses applications et dans son histoire. Band 1. Auguste Durand, Paris 1861 (online [abgerufen am 23. Juni 2013]).
- La science du beau: étudiée dans ses principes, dans ses applications et dans son histoire. Band 2. Auguste Durand, Paris 1861 (online [abgerufen am 23. Juni 2013]).
- Le Rire, le comique et le risible dans l’esprit et dans l’art. In: Revue des deux mondes : recueil de la politique, de l’administration et des moeurs (= 2). Band 47, 1863, S. 107–139 (online [abgerufen am 23. Juni 2013]).
- Le Spiritualisme dans l’art. Germer Ballière, Paris 1864 (online [abgerufen am 23. Juni 2013]).
- Etudes de philosophie grecque et latine. Auguste Durand, Paris 1864 (online [abgerufen am 23. Juni 2013]).
- La Science de l’invisible: études de psychologie et de théodicée. Germer Ballière, Paris 1865 (online [abgerufen am 23. Juni 2013]).
- Les harmonies providentielles. Hachette et Cie, Paris 1872 (online [PDF; abgerufen am 23. Juni 2013]).
- Nécrologie Fernand Papillon. In: La Revue politique et littéraire: revue des cours littéraires (= 2). Band 3, Nr. 28, 1874, S. 665–666 (online [abgerufen am 23. Juni 2013]).

## Bibliographie
- Gabriel de Tarde: Notice sur la vie et les travaux de Charles Lévêque. In: Mémoires de l’Académie des sciences morales et politiques de l'Institut de France. Band 25, 1904, S. 45–81 (online [abgerufen am 23. Juni 2013]).
- Bureau Journal des Savants: Jean-Charles Lévêque. In: Journal des Savants. Januar, 1900, S. 54–57.
- Pierre Larousse: Grand dictionnaire universel du 19e siècle, française, historique, géographique, mythologique, bibliographique, littéraire, artistique, scientifique, etc. Band 10. Administration du Grand Dictionaire Universel, Paris 1873, S. 446 (online [abgerufen am 23. Juni 2013]).